# Nepytia fuscaria
Nepytia fuscaria là một loài bướm đêm trong họ Geometridae.